# Fonction publique en Inde
La fonction publique en Inde rassemble l'ensemble des fonctionnaires de la République d'Inde. Elle comprend les corps suivants :
- les Fonctions publiques d'Inde (All India Civil Services, AIS), qui incluent :
  - la Fonction publique administrative indienne (Indian Administrative Service, IAS)
  - la Fonction publique forestière indienne (Indian Forest Service)
  - la Fonction publique policière indienne (Indian Police Service)
- les Fonctions publiques centrales (Central Civil Services, CCS), chargé de l'administration du Gouvernement central
- les Fonctions publiques d'État (State Civil Services, SCS), chargé de l'administration du gouvernement des États

Le Secrétaire du Cabinet placé sous la responsabilité du Premier ministre, est à la tête du Conseil de la Fonction Publique (Civil Services Board). Il est à ce titre le plus haut fonctionnaire d'Inde.

## Histoire
La fonction publique indienne moderne trouve son origine dans le Indian Civil Service, l'importante bureaucratie mise en place par les Britanniques pour administrer l'Empire des Indes.
À l'Indépendance de l'Inde en 1947, la fonction publique du nouvel État est mise en place, notamment par Vallabhbhai Patel, avec comme mission de maintenir et renforcer la cohésion et l'unité du pays. La Constitution de 1950 donne ainsi le pouvoir au Rajya Sabha de mettre en place de nouveaux services pour toute l'Inde ou pour le gouvernement central, par un vote à la majorité des deux tiers.

## Fonction publique d'Inde
La Fonction publique d'Inde (All India Civil Services, AIS) comprend des fonctionnaires administratifs, forestiers et policiers recrutés par concours par la Commission de la Fonction publique de l'Union (Union Public Service Commission).
Les agents de l'AIS sont ainsi recrutés et formés par le gouvernement central mais peuvent être affectés au gouvernement central ou dans les gouvernements des États, d'où le nom donné de "All India" à cette fonction publique.

### Fonction publique administrative indienne
La Fonction publique administrative indienne (भारतीय प्रशासनिक सेवा, Indian Administrative Service, IAS) est souvent considérée comme l'élite du fonctionnariat indien. Ses agents sont formés pour participer à l'administration du gouvernement.
Les fonctionnaires de l'IAS commencent généralement leur carrière dans l'administration d'États, au niveau des districts avant d'être nommés à de plus hautes fonctions et, éventuellement, au sein de l'administration des ministères centraux.

### Fonction publique forestière indienne
Pour les articles homonymes, voir IFS.
La Fonction publique forestière indienne (भारतीय वन सेवा, Indian Forest Service, IFS) a été créée en 1966 pour la protection, la conservation et regeneration des ressources forestières indiennes. Elle gère des zones regroupant 635 400 kilomètres carrés enregistrés comme forêts, ce qui représente environ 22,27 % de la surface du pays
L'Inde est un des premiers pays à avoir mis en place une gestion rigoureuse de ses forêts : en 1864, l'Inde britannique met en place le Imperial Forest Department et en 1866 nomme Dietrich Brandis, un inspecteur des forêts allemand, Inspecteur général des Forêts.
Les agents de l'IFS nommés de 1867 à 1885 sont formés en Allemagne et en France. Par la suite, ils sont formés à Cooper's Hill à Londres puis, de 1905 à 1926 les Universités d'Oxford, de Cambridge et d'Edimbourg prennent le relais. Le Imperial Forest Research Institute de Dehra Dun qui devient ensuite le Forest Research Institute est créé en 1906 et c'est lui qui assure de 1927 à 1932 la formation des agents. C'est depuis, le Indian Forest College, créé en 1938 et les officiers du Superior Forest Service qui s'en chargent.
Le recrutement des fonctionnaires de l'IFS est organisé par la Commission de la Fonction publique de l'Union mais par un examen demandant des connaissances scientifiques, différent de celui de l'IAS et IPS. La Fonction publique forestière a à sa tête le Directeur général des Forêts, choisi parmi les plus qualifiés des Conservateurs des Forêts.
Depuis 1935 la gestion des forêts indiennes est restée dans les mains des gouvernements provinciaux puis des États.

### Fonction publique policière indienne
La Fonction publique policière indienne (भारतीय पुलिस सेवा, Indian Police Service, IPS) est responsable de la sécurité intérieure et de la sûreté publique. L'IPS a remplacé l'Imperial Police en 1948 mais elle ne constitue pas une police en tant que telle. C'est plutôt le corps de fonctionnaires auquel appartiennent les agents de police. On retrouve par exemple ces agents au sein du Central Bureau of Investigation.

## Fonctions publiques centrales
Les agents des Fonctions publiques centrales sont recrutés et nommés par le gouvernement central, notamment le Indian Revenue Service chargé des impôts ou le Indian Foreign Service pour la diplomatie.

## Fonctions publiques d'État
Chaque États d'Inde dispose de sa propre commission de la fonction publique chargée de recruter des agents pour l'administration de l'État.